# Copa Libertadores 2022
Die Copa Libertadores 2022, offiziell auch Copa Conmebol Libertadores 2022, war die 63. Ausspielung des wichtigsten südamerikanischen Fußballwettbewerbs für Vereinsmannschaften. Der Wettbewerb wurde vom südamerikanischen Fußballverband CONMEBOL organisiert. In der Saison 2022 nahmen insgesamt 47 Mannschaften teil, darunter Titelverteidiger SE Palmeiras aus Brasilien und der Sieger der Copa Sudamericana 2021, Athletico Paranaense, ebenfalls aus Brasilien. Das Turnier begann am 8. Februar 2022 mit der Qualifikationsrunde und endete planungsgemäß mit dem Finale im Estadio Monumental Banco Pichincha in Guayaquil, Ecuador am 29. Oktober 2022.
Am 25. November 2021 gab der Verband CONMEBOL bekannt, die seit 2005 geltende Auswärtstorregel nicht mehr anzuwenden, sondern bei Gleichstand die Entscheidung mit Elfmeterschießen herbeizusuchen.

## Teilnehmende Mannschaften
Die folgenden Mannschaften nahmen an der Copa Libertadores 2022 teil.
- Copa Libertadores 2021 Sieger
- Copa Sudamericana 2021 Sieger
- Brasilien: 7 Startplätze
- Argentinien: 6 Startplätze
- Alle anderen Verbände: 4 Startplätze

Für die Gruppenphase direkt qualifiziert waren 28 Klubs:
- Copa Libertadores 2021 Sieger
- Copa Sudamericana 2021 Sieger
- Argentinien und Brasilien: die besten fünf Mannschaften der Länder-Qualifikation
- Alle anderen Verbände: die besten zwei Mannschaften der Länder-Qualifikation

Für die zweite Qualifikationsrunde qualifiziert sind 13 Klubs:
- Argentinien: der Platz sechs der Länder-Qualifikation
- Brasilien: die Plätze sechs und sieben der Länder-Qualifikation
- Chile und Kolumbien: die Plätze drei und vier der Länder-Qualifikation
- Alle anderen Verbände: die Plätze drei der Länder-Qualifikation

Für die erste Qualifikationsrunde qualifiziert waren 6 Klubs:
- der vierte Platz aus der Länder-Qualifikation von Bolivien, Ecuador, Paraguay, Peru, Uruguay und Venezuela

| Land                        | Verein                                 | Qualifikationsgrund                                                                 | Ergebnis      |
| --------------------------- | -------------------------------------- | ----------------------------------------------------------------------------------- | ------------- |
| Argentinien 6 Startplätze   | CA Colón                               | Copa de la Liga Profesional Sieger 2021                                             | Achtelfinale  |
| Argentinien 6 Startplätze   | River Plate                            | Sieger der Primera División 2021                                                    | Achtelfinale  |
| Argentinien 6 Startplätze   | Boca Juniors                           | Sieger Copa Argentina 2019/20                                                       | Achtelfinale  |
| Argentinien 6 Startplätze   | CA Vélez Sarsfield                     | Bestes noch nicht qualifiziertes Team der Gesamttabelle 2020/21                     | Halbfinale    |
| Argentinien 6 Startplätze   | CA Talleres                            | Zweitbestes noch nicht qualifiziertes Team der Gesamttabelle 2020/21                | Viertelfinale |
| Argentinien 6 Startplätze   | Estudiantes de La Plata (Q-2)          | Drittbestes noch nicht qualifiziertes Team der Gesamttabelle 2020/21                | Viertelfinale |
| Bolivien 4 Startplätze      | Club Independiente Petrolero           | Meister Liga de Fútbol Profesional Boliviano 2021                                   | Gruppenphase  |
| Bolivien 4 Startplätze      | Club Always Ready                      | Zweiter der Liga de Fútbol Profesional Boliviano 2021                               | Gruppenphase  |
| Bolivien 4 Startplätze      | Club The Strongest (Q-2)               | Dritter der Liga de Fútbol Profesional Boliviano 2021                               | Gruppenphase  |
| Bolivien 4 Startplätze      | Club Bolívar (Q-1)                     | Vierter der Liga de Fútbol Profesional Boliviano 2021                               | Q-2           |
| Brasilien 7 + 2 Startplätze | SE Palmeiras                           | Copa Libertadores 2021 Sieger                                                       | Halbfinale    |
| Brasilien 7 + 2 Startplätze | Athletico Paranaense                   | Copa Sudamericana 2021 Sieger                                                       | Finalist      |
| Brasilien 7 + 2 Startplätze | Atlético Mineiro                       | Meister Série A 2021                                                                | Viertelfinale |
| Brasilien 7 + 2 Startplätze | CR Flamengo                            | Vizemeister Série A 2021                                                            | Sieger        |
| Brasilien 7 + 2 Startplätze | Fortaleza EC                           | Vierter Série A 2021                                                                | Achtelfinale  |
| Brasilien 7 + 2 Startplätze | SC Corinthians                         | Fünfter Série A 2021                                                                | Viertelfinale |
| Brasilien 7 + 2 Startplätze | Red Bull Bragantino                    | Sechster Série A 2021                                                               | Gruppenphase  |
| Brasilien 7 + 2 Startplätze | Fluminense FC (Q-2)                    | Siebter Série A 2021                                                                | Q-3           |
| Brasilien 7 + 2 Startplätze | América Mineiro (Q-2)                  | Achter Série A 2021                                                                 | Gruppenphase  |
| Chile 4 Startplätze         | CD Universidad Católica                | Meister 2021                                                                        | Gruppenphase  |
| Chile 4 Startplätze         | CSD Colo-Colo                          | Zweiter Primera División 2021                                                       | Gruppenphase  |
| Chile 4 Startplätze         | Audax Italiano (Q-2)                   | Dritter Primera División 2021                                                       | Q-2           |
| Chile 4 Startplätze         | Everton de Viña del Mar (Q-2)          | Finalist Copa Chile 2021                                                            | Q-3           |
| Ecuador 4 Startplätze       | Independiente del Valle                | Meister 2021                                                                        | Gruppenphase  |
| Ecuador 4 Startplätze       | CS Emelec                              | Vizemeister 2021                                                                    | Achtelfinale  |
| Ecuador 4 Startplätze       | Universidad Católica del Ecuador (Q-2) | Bestes nicht qualifiziertes Team aus der Gesamttabelle 2021                         | Q-3           |
| Ecuador 4 Startplätze       | Barcelona Sporting Club (Q-1)          | Zweitbestes nicht qualifiziertes Team aus der Gesamttabelle 2021                    | Q-3           |
| Kolumbien 4 Startplätze     | Deportes Tolima                        | Meister der Apertura 2021                                                           | Achtelfinale  |
| Kolumbien 4 Startplätze     | Deportivo Cali                         | Meister der Finalización 2021                                                       | Gruppenphase  |
| Kolumbien 4 Startplätze     | Millonarios FC (Q-2)                   | Bestes nicht qualifiziertes Team aus der Gesamttabelle                              | Q-2           |
| Kolumbien 4 Startplätze     | Atlético Nacional (Q-2)                | Sieger der Copa Colombia 2021                                                       | Q-2           |
| Paraguay 4 Startplätze      | Club Cerro Porteño                     | Meister der Apertura oder Clausura 2021 mit besserem Platz in der Gesamttabelle     | Achtelfinale  |
| Paraguay 4 Startplätze      | Club Libertad                          | Meister der Apertura oder Clausura 2021 mit schlechterem Platz in der Gesamttabelle | Achtelfinale  |
| Paraguay 4 Startplätze      | Club Guaraní (Q-2)                     | Bestes nicht qualifiziertes Team aus der Gesamttabelle 2021                         | Q-2           |
| Paraguay 4 Startplätze      | Club Olimpia (Q-1)                     | Zweitbestes nicht qualifiziertes Team aus der Gesamttabelle 2021                    | Gruppenphase  |
| Peru 4 Startplätze          | Alianza Lima                           | Meister 2021                                                                        | Gruppenphase  |
| Peru 4 Startplätze          | Sporting Cristal                       | Vizemeister 2021                                                                    | Gruppenphase  |
| Peru 4 Startplätze          | Universitario de Deportes (Q-2)        | Bestes nicht qualifiziertes Team aus der Gesamttabelle 2021                         | Q-2           |
| Peru 4 Startplätze          | CD Universidad César Vallejo (Q-1)     | Zweitbestes nicht qualifiziertes Team aus der Gesamttabelle 2021                    | Q-1           |
| Uruguay 4 Startplätze       | Peñarol Montevideo                     | Meister 2021                                                                        | Gruppenphase  |
| Uruguay 4 Startplätze       | Nacional Montevideo                    | Vizemeister 2021                                                                    | Gruppenphase  |
| Uruguay 4 Startplätze       | Plaza Colonia (Q-2)                    | Bestes nicht qualifiziertes Team aus der Gesamttabelle 2021                         | Q-2           |
| Uruguay 4 Startplätze       | Montevideo City Torque (Q-1)           | Zweitbestes nicht qualifiziertes Team aus der Gesamttabelle 2021                    | Q-1           |
| Venezuela 4 Startplätze     | Deportivo Táchira                      | Meister 2021                                                                        | Gruppenphase  |
| Venezuela 4 Startplätze     | FC Caracas                             | Vizemeister 2021                                                                    | Gruppenphase  |
| Venezuela 4 Startplätze     | Monagas SC (Q-2)                       | Bestes nicht qualifiziertes Team aus der Gesamttabelle 2021                         | Q-2           |
| Venezuela 4 Startplätze     | Deportivo Lara (Q-1)                   | Zweitbestes nicht qualifiziertes Team aus der Gesamttabelle 2021                    | Q-1           |

## Qualifikationsrunden
Die Qualifikationsrunde fand in drei Stufen statt. Das erstgenannte Team hatte im Hinspiel Heimrecht, das zweite im Rückspiel.

### Auslosung Qualifikation
Die Auslosungen für die Spiele in der Qualifikationsrunden fanden am 20. Dezember 2021 im CONMEBOL Convention Center in Luque (Paraguay) statt. Die Teams wurden gemäß ihrem CONMEBOL-Ranking in der Copa Libertadores gesetzt.
Ausgelost wurden die erste und zweite Qualifikationsrunde sowie die Gruppenphase. Für die dritte Runde der Qualifikation wurde keine Auslosung vorgenommen, die Paarungen wurden vorab festgelegt. Die in den Klammern angegebenen Zahlen sind das Ergebnis des CONMEBOL-Rankings.
Auslosung erste Qualifikationsrunde
Für die erste Qualifikationsrunde wurden sechs Mannschaften in drei Paarungen gezogen:
| Gesetzte Mannschaften                                            | Nicht gesetzte Mannschaften                                                        |
| Club Olimpia (14) Barcelona Sporting Club (18) Club Bolívar (31) | Deportivo Lara (75) Montevideo City Torque (99) CD Universidad César Vallejo (141) |

Auslosung zweite Qualifikationsrunde
Für die zweite Qualifikationsrunde wurden acht Paarungen ermittelt. Dabei konnten Mannschaften aus denselben Mitgliedsverbänden nicht aufeinander treffen. Eine Ausnahme bildeten die Qualifikanten aus der ersten Runde. Da diese zum Zeitpunkt der Auslosung nicht feststanden, konnten sie in der zweiten Runde auf Mitglieder des eigenen Verbandes treffen.
| Gesetzte Mannschaften | Nicht gesetzte Mannschaften |
| Atlético Nacional (9) Fluminense FC (30) Estudiantes de La Plata (34) Club Guaraní (38) Club The Strongest (40) Universitario de Deportes (43) Universidad Católica del Ecuador (120) Monagas SC (133) | Audax Italiano (152) Everton de Viña del Mar (165) Plaza Colonia (205) América Mineiro (-) Kolumbien 3 Qualifikant 1 Qualifikant 2 Qualifikant 3 |

### 1. Qualifikationsrunde
Die erste Qualifikationsrunde fand vom 8. Februar bis 16. Februar 2022 statt.
| Datum      |                              | Gesamt          |                         | Hinspiel  | Rückspiel |
| ---------- | ---------------------------- | --------------- | ----------------------- | --------- | --------- |
| 8.2./15.2. | Montevideo City Torque       | 1:1 (7:8 i. E.) | Barcelona Sporting Club | 1:1 (0:1) | 0:0       |
| 9.2./16.2. | Deportivo Lara               | 2:7             | Club Bolívar            | 2:3 (2:3) | 0:4 (0:1) |
| 9.2./16.2. | CD Universidad César Vallejo | 0:3             | Club Olimpia            | 0:1 (0:1) | 0:2 (0:1) |

### 2. Qualifikationsrunde
Die Spiele der zweiten Qualifikationsrunde fanden zwischen dem 22. Februar und 3. März 2022 statt.
| Datum      |                         | Gesamt          |                                  | Hinspiel  | Rückspiel |
| ---------- | ----------------------- | --------------- | -------------------------------- | --------- | --------- |
| 22.2./1.3. | Millonarios FC          | 1:4             | Fluminense FC                    | 1:2 (1:1) | 0:2 (0:0) |
| 22.2./1.3. | Everton de Viña del Mar | 3:1             | Monagas SC                       | 3:0 (2:0) | 0:1 (0:0) |
| 22.2./1.3. | Plaza Colonia           | 2:3             | Club The Strongest               | 2:0 (2:0) | 0:3 (0:2) |
| 23.2./2.3. | Audax Italiano          | 1:2             | Estudiantes de La Plata          | 1:0 (1:0) | 0:2 (0:1) |
| 23.2./2.3. | Club Bolívar            | 1:3             | Universidad Católica del Ecuador | 1:1 (1:1) | 0:2 (0:2) |
| 23.2./2.3. | América Mineiro         | 3:3 (5:4 i. E.) | Club Guaraní                     | 0:1 (0:0) | 3:2 (2:0) |
| 23.2./2.3. | Barcelona Sporting Club | 3:0             | Universitario de Deportes        | 2:0 (0:0) | 1:0 (0:0) |
| 24.2./3.3. | Club Olimpia            | 4:2             | Atlético Nacional                | 3:1 (1:0) | 1:1 (0:0) |

### 3. Qualifikationsrunde
Die Spiele der dritten Qualifikationsrunde fanden zwischen dem 8. und 17. März 2022 statt.
| Datum       |                         | Gesamt          |                                  | Hinspiel  | Rückspiel |
| ----------- | ----------------------- | --------------- | -------------------------------- | --------- | --------- |
| 8.3./15.3.  | América Mineiro         | 0:0 (5:4 i. E.) | Barcelona Sporting Club          | 0:0       | 0:0       |
| 9.3./16.3.  | Everton de Viña del Mar | 0:2             | Estudiantes de La Plata          | 0:1 (0:0) | 0:1 (0:1) |
| 9.3./16.3.  | Fluminense FC           | 3:3 (1:4 i. E.) | Club Olimpia                     | 3:1 (1:1) | 0:2 (0:1) |
| 10.3./17.3. | Club The Strongest      | 2:1             | Universidad Católica del Ecuador | 0:0       | 2:1       |

## Gruppenphase

### Gruppe A
| Pl. | Verein                       | Sp. | S | U | N | Tore    | Diff. | Punkte |
| --- | ---------------------------- | --- | - | - | - | ------- | ----- | ------ |
| 1.  | SE Palmeiras (M)             | 6   | 6 | 0 | 0 | 025:300 | +22   | 18     |
| 2.  | Club Sport Emelec            | 6   | 2 | 2 | 2 | 014:700 | +7    | 08     |
| 3.  | Deportivo Táchira FC         | 6   | 2 | 1 | 3 | 008:140 | −6    | 07     |
| 4.  | Club Independiente Petrolero | 6   | 0 | 1 | 5 | 003:260 | −23   | 01     |

| (M) | Meister des Vorjahres |

| 1. Spieltag (6. April)       |           |                              |                                       |
| Club Independiente Petrolero | 1:1 (0:0) | Club Sport Emelec            | Estadio Olímpico Patria               |
| Deportivo Táchira FC         | 0:4 (0:2) | SE Palmeiras                 | Estadio Polideportivo de Pueblo Nuevo |
| 2. Spieltag (12. April)      |           |                              |                                       |
| SE Palmeiras                 | 8:1 (1:1) | Club Independiente Petrolero | Allianz Parque                        |
| 2. Spieltag (14. April)      |           |                              |                                       |
| Club Sport Emelec            | 1:1 (1:1) | Deportivo Táchira FC         | Estadio George Capwell                |
| 3. Spieltag (26. April)      |           |                              |                                       |
| Club Independiente Petrolero | 1:2 (1:1) | Deportivo Táchira FC         | Estadio Olímpico Patria               |
| 3. Spieltag (27. April)      |           |                              |                                       |
| Club Sport Emelec            | 1:3 (0:2) | SE Palmeiras                 | Estadio George Capwell                |
| 4. Spieltag (3. Mai)         |           |                              |                                       |
| Deportivo Táchira FC         | 1:4 (1:2) | Club Sport Emelec            | Estadio Polideportivo de Pueblo Nuevo |
| Club Independiente Petrolero | 0:5 (0:2) | SE Palmeiras                 | Estadio Olímpico Patria               |
| 5. Spieltag (18. Mai)        |           |                              |                                       |
| SE Palmeiras                 | 1:0 (0:0) | Club Sport Emelec            | Allianz Parque                        |
| Deportivo Táchira FC         | 3:0 (2:0) | Club Independiente Petrolero | Estadio Polideportivo de Pueblo Nuevo |
| 6. Spieltag (24. Mai)        |           |                              |                                       |
| SE Palmeiras                 | 4:1 (2:0) | Deportivo Táchira FC         | Allianz Parque                        |
| Club Sport Emelec            | 7:0 (4:0) | Club Independiente Petrolero | Estadio George Capwell                |

### Gruppe B
| Pl. | Verein               | Sp. | S | U | N | Tore    | Diff. | Punkte |
| --- | -------------------- | --- | - | - | - | ------- | ----- | ------ |
| 1.  | Club Libertad        | 6   | 3 | 1 | 2 | 008:600 | +2    | 10     |
| 2.  | Athletico Paranaense | 6   | 3 | 1 | 2 | 008:700 | +1    | 10     |
| 3.  | Club The Strongest   | 6   | 1 | 3 | 2 | 008:700 | +1    | 06     |
| 4.  | FC Caracas           | 6   | 1 | 3 | 2 | 004:800 | −4    | 06     |

| 1. Spieltag (5. April)  |           |                      |                               |
| FC Caracas              | 0:0       | Athletico Paranaense | Estadio Olímpico de Venezuela |
| 1. Spieltag (7. April)  |           |                      |                               |
| Club The Strongest      | 1:1 (1:1) | Club Libertad        | Estadio Hernando Siles        |
| 2. Spieltag (13. April) |           |                      |                               |
| Club Libertad           | 2:1 (2:1) | FC Caracas           | Estadio Defensores del Chaco  |
| 2. Spieltag (14. April) |           |                      |                               |
| Athletico Paranaense    | 1:0 (0:0) | Club The Strongest   | Arena da Baixada              |
| 3. Spieltag (26. April) |           |                      |                               |
| Club Libertad           | 1:0 (0:0) | Athletico Paranaense | Estadio Defensores del Chaco  |
| 3. Spieltag (27. April) |           |                      |                               |
| Club The Strongest      | 1:1 (1:0) | FC Caracas           | Estadio Hernando Siles        |
| 4. Spieltag (3. Mai)    |           |                      |                               |
| FC Caracas              | 1:0 (0:0) | Club Libertad        | Estadio Olímpico de Venezuela |
| Club The Strongest      | 5:0 (1:0) | Athletico Paranaense | Estadio Hernando Siles        |
| 5. Spieltag (17. Mai)   |           |                      |                               |
| FC Caracas              | 0:0       | Club The Strongest   | Estadio Olímpico de Venezuela |
| 5. Spieltag (18. Mai)   |           |                      |                               |
| Athletico Paranaense    | 2:0 (0:0) | Club Libertad        | Arena da Baixada              |
| 6. Spieltag (26. Mai)   |           |                      |                               |
| Athletico Paranaense    | 5:1 (3:0) | FC Caracas           | Arena da Baixada              |
| Club Libertad           | 4:1 (1:1) | Club The Strongest   | Estadio Defensores del Chaco  |

### Gruppe C
| Pl. | Verein                  | Sp. | S | U | N | Tore    | Diff. | Punkte |
| --- | ----------------------- | --- | - | - | - | ------- | ----- | ------ |
| 1.  | Estudiantes de La Plata | 6   | 4 | 1 | 1 | 008:500 | +3    | 13     |
| 2.  | CA Vélez Sarsfield      | 6   | 2 | 2 | 2 | 012:110 | +1    | 08     |
| 3.  | Nacional Montevideo     | 6   | 2 | 1 | 3 | 007:700 | ±0    | 07     |
| 4.  | Red Bull Bragantino     | 6   | 1 | 2 | 3 | 005:900 | −4    | 05     |

| 1. Spieltag (6. April)  |           |                         |                             |
| Red Bull Bragantino     | 2:0 (1:0) | Nacional Montevideo     | Estádio Nabi Abi Chedid     |
| 1. Spieltag (7. April)  |           |                         |                             |
| Estudiantes de La Plata | 4:1 (2:1) | CA Vélez Sarsfield      | Estadio Jorge Luis Hirschi  |
| 2. Spieltag (13. April) |           |                         |                             |
| Nacional Montevideo     | 0:0       | Estudiantes de La Plata | Estadio Gran Parque Central |
| 2. Spieltag (14. April) |           |                         |                             |
| CA Vélez Sarsfield      | 2:2 (1:1) | Red Bull Bragantino     | Estadio José Amalfitani     |
| 3. Spieltag (26. April) |           |                         |                             |
| CA Vélez Sarsfield      | 1:2 (1:1) | Nacional Montevideo     | Estadio José Amalfitani     |
| Estudiantes de La Plata | 2:0 (0:0) | Red Bull Bragantino     | Estadio Jorge Luis Hirschi  |
| 4. Spieltag (3. Mai)    |           |                         |                             |
| Estudiantes de La Plata | 1:0 (1:0) | Nacional Montevideo     | Estadio Jorge Luis Hirschi  |
| 4. Spieltag (5. Mai)    |           |                         |                             |
| Red Bull Bragantino     | 1:1 (0:1) | CA Vélez Sarsfield      | Estádio Nabi Abi Chedid     |
| 5. Spieltag (17. Mai)   |           |                         |                             |
| Red Bull Bragantino     | 0:1 (0:0) | Estudiantes de La Plata | Estádio Nabi Abi Chedid     |
| 5. Spieltag (18. Mai)   |           |                         |                             |
| Nacional Montevideo     | 2:3 (1:1) | CA Vélez Sarsfield      | Estadio Gran Parque Central |
| 6. Spieltag (24. Mai)   |           |                         |                             |
| Nacional Montevideo     | 3:0 (2:0) | Red Bull Bragantino     | Estadio Gran Parque Central |
| CA Vélez Sarsfield      | 4:0 (2:0) | Estudiantes de La Plata | Estadio José Amalfitani     |

### Gruppe D
| Pl. | Verein                  | Sp. | S | U | N | Tore    | Diff. | Punkte |
| --- | ----------------------- | --- | - | - | - | ------- | ----- | ------ |
| 1.  | Atlético Mineiro        | 6   | 3 | 2 | 1 | 010:600 | +4    | 11     |
| 2.  | Deportes Tolima         | 6   | 3 | 2 | 1 | 010:900 | +1    | 11     |
| 3.  | Independiente del Valle | 6   | 2 | 2 | 2 | 009:700 | +2    | 08     |
| 4.  | América Mineiro         | 6   | 0 | 2 | 4 | 006:130 | −7    | 02     |

| 1. Spieltag (6. April)  |           |                         |                             |
| América Mineiro         | 0:2 (0:1) | Independiente del Valle | Estádio Independência       |
| Deportes Tolima         | 0:2 (0:1) | Atlético Mineiro        | Estadio Manuel Murillo Toro |
| 2. Spieltag (13. April) |           |                         |                             |
| Atlético Mineiro        | 1:1 (0:0) | América Mineiro         | Mineirão                    |
| Independiente del Valle | 2:2 (0:2) | Deportes Tolima         | Estadio Banco Guayaquil     |
| 3. Spieltag (26. April) |           |                         |                             |
| Independiente del Valle | 1:1 (0:1) | Atlético Mineiro        | Estadio Banco Guayaquil     |
| 3. Spieltag (27. April) |           |                         |                             |
| América Mineiro         | 2:3 (0:0) | Deportes Tolima         | Estádio Independência       |
| 4. Spieltag (3. Mai)    |           |                         |                             |
| América Mineiro         | 1:2 (1:2) | Atlético Mineiro        | Estádio Independência       |
| 4. Spieltag (4. Mai)    |           |                         |                             |
| Deportes Tolima         | 1:0 (0:0) | Independiente del Valle | Estadio Manuel Murillo Toro |
| 5. Spieltag (18. Mai)   |           |                         |                             |
| Deportes Tolima         | 2:2 (2:2) | América Mineiro         | Estadio Manuel Murillo Toro |
| 5. Spieltag (19. Mai)   |           |                         |                             |
| Atlético Mineiro        | 3:1 (1:0) | Independiente del Valle | Mineirão                    |
| 6. Spieltag (25. Mai)   |           |                         |                             |
| Atlético Mineiro        | 1:2 (0:0) | Deportes Tolima         | Mineirão                    |
| Independiente del Valle | 3:0 (2:0) | América Mineiro         | Estadio Banco Guayaquil     |

### Gruppe E
| Pl. | Verein            | Sp. | S | U | N | Tore    | Diff. | Punkte |
| --- | ----------------- | --- | - | - | - | ------- | ----- | ------ |
| 1.  | Boca Juniors      | 6   | 3 | 1 | 2 | 005:500 | ±0    | 10     |
| 2.  | SC Corinthians    | 6   | 2 | 3 | 1 | 005:400 | +1    | 09     |
| 3.  | Deportivo Cali    | 6   | 2 | 2 | 2 | 007:400 | +3    | 08     |
| 4.  | Club Always Ready | 6   | 1 | 2 | 3 | 005:900 | −4    | 05     |

| 1. Spieltag (5. April)  |           |                   |                        |
| Club Always Ready       | 2:0 (1:0) | SC Corinthians    | Estadio Hernando Siles |
| Deportivo Cali          | 2:0 (0:0) | Boca Juniors      | Estadio Deportivo Cali |
| 2. Spieltag (12. April) |           |                   |                        |
| Boca Juniors            | 2:0 (1:0) | Club Always Ready | La Bombonera           |
| 2. Spieltag (13. April) |           |                   |                        |
| SC Corinthians          | 1:0 (0:0) | Deportivo Cali    | Arena Corinthians      |
| 3. Spieltag (26. April) |           |                   |                        |
| SC Corinthians          | 2:0 (1:0) | Boca Juniors      | Arena Corinthians      |
| 3. Spieltag (28. April) |           |                   |                        |
| Club Always Ready       | 2:2 (2:1) | Deportivo Cali    | Estadio Hernando Siles |
| 4. Spieltag (4. Mai)    |           |                   |                        |
| Deportivo Cali          | 0:0       | SC Corinthians    | Estadio Deportivo Cali |
| Club Always Ready       | 0:1 (0:1) | Boca Juniors      | Estadio Hernando Siles |
| 5. Spieltag (17. Mai)   |           |                   |                        |
| Boca Juniors            | 1:1 (1:1) | SC Corinthians    | La Bombonera           |
| 5. Spieltag (19. Mai)   |           |                   |                        |
| Deportivo Cali          | 3:0 (1:0) | Club Always Ready | Estadio Deportivo Cali |
| 6. Spieltag (26. Mai)   |           |                   |                        |
| Boca Juniors            | 1:0 (0:0) | Deportivo Cali    | La Bombonera           |
| SC Corinthians          | 1:1 (1:1) | Club Always Ready | Arena Corinthians      |

### Gruppe F
| Pl. | Verein        | Sp. | S | U | N | Tore    | Diff. | Punkte |
| --- | ------------- | --- | - | - | - | ------- | ----- | ------ |
| 1.  | River Plate   | 6   | 5 | 1 | 0 | 018:300 | +15   | 16     |
| 2.  | Fortaleza EC  | 6   | 3 | 1 | 2 | 010:900 | +1    | 10     |
| 3.  | CSD Colo-Colo | 6   | 2 | 1 | 3 | 009:130 | −4    | 07     |
| 4.  | Alianza Lima  | 6   | 0 | 1 | 5 | 004:160 | −12   | 01     |

| 1. Spieltag (6. April)  |           |               |                                             |
| Alianza Lima            | 0:1 (0:0) | River Plate   | Estadio Nacional (Lima)                     |
| 1. Spieltag (7. April)  |           |               |                                             |
| Fortaleza EC            | 1:2 (0:1) | CSD Colo-Colo | Estádio Plácido Aderaldo Castelo            |
| 2. Spieltag (13. April) |           |               |                                             |
| CSD Colo-Colo           | 2:1 (1:0) | Alianza Lima  | Estadio Monumental                          |
| River Plate             | 2:0 (2:0) | Fortaleza EC  | Estadio Monumental Antonio Vespucio Liberti |
| 3. Spieltag (27. April) |           |               |                                             |
| Fortaleza EC            | 2:1 (0:0) | Alianza Lima  | Estádio Plácido Aderaldo Castelo            |
| CSD Colo-Colo           | 1:2 (0:0) | River Plate   | Estadio Monumental                          |
| 4. Spieltag (5. Mai)    |           |               |                                             |
| Fortaleza EC            | 1:1 (1:1) | River Plate   | Estádio Plácido Aderaldo Castelo            |
| Alianza Lima            | 1:1 (0:1) | CSD Colo-Colo | Estadio Nacional                            |
| 5. Spieltag (18. Mai)   |           |               |                                             |
| Alianza Lima            | 0:2 (0:1) | Fortaleza EC  | Estadio Nacional                            |
| 5. Spieltag (19. Mai)   |           |               |                                             |
| River Plate             | 4:0 (1:0) | CSD Colo-Colo | Estadio Monumental Antonio Vespucio Liberti |
| 6. Spieltag (25. Mai)   |           |               |                                             |
| River Plate             | 8:1 (3:0) | Alianza Lima  | Estadio Monumental Antonio Vespucio Liberti |
| CSD Colo-Colo           | 3:4 (1:3) | Fortaleza EC  | Estadio Monumental                          |

### Gruppe G
| Pl. | Verein             | Sp. | S | U | N | Tore    | Diff. | Punkte |
| --- | ------------------ | --- | - | - | - | ------- | ----- | ------ |
| 1.  | CA Colón           | 6   | 3 | 1 | 2 | 008:800 | ±0    | 10     |
| 2.  | Club Cerro Porteño | 6   | 2 | 2 | 2 | 005:400 | +1    | 08     |
| 3.  | Club Olimpia       | 6   | 2 | 2 | 2 | 004:400 | ±0    | 08     |
| 4.  | Peñarol Montevideo | 6   | 2 | 1 | 3 | 005:600 | −1    | 07     |

| 1. Spieltag (5. April)  |           |                    |                              |
| CA Colón                | 2:1 (1:0) | Peñarol Montevideo | El Cementerio                |
| Club Olimpia            | 0:0       | Club Cerro Porteño | Estadio Defensores del Chaco |
| 2. Spieltag (12. April) |           |                    |                              |
| Peñarol Montevideo      | 2:1 (1:0) | Club Olimpia       | Estadio Campeón del Siglo    |
| Club Cerro Porteño      | 3:1 (1:1) | CA Colón           | Estadio General Pablo Rojas  |
| 3. Spieltag (27. April) |           |                    |                              |
| Club Cerro Porteño      | 1:0 (1:0) | Peñarol Montevideo | Estadio General Pablo Rojas  |
| 3. Spieltag (28. April) |           |                    |                              |
| Club Olimpia            | 0:0       | CA Colón           | Estadio Defensores del Chaco |
| 4. Spieltag (4. Mai)    |           |                    |                              |
| CA Colón                | 2:1 (1:0) | Club Cerro Porteño | El Cementerio                |
| Club Olimpia            | 1:0 (1:0) | Peñarol Montevideo | Estadio Defensores del Chaco |
| 5. Spieltag (17. Mai)   |           |                    |                              |
| Peñarol Montevideo      | 0:0       | Club Cerro Porteño | Estadio Campeón del Siglo    |
| 5. Spieltag (18. Mai)   |           |                    |                              |
| CA Colón                | 2:1 (1:1) | Club Olimpia       | El Cementerio                |
| 6. Spieltag (25. Mai)   |           |                    |                              |
| Peñarol Montevideo      | 2:1 (0:1) | CA Colón           | Estadio Campeón del Siglo    |
| Club Cerro Porteño      | 0:1 (0:1) | Club Olimpia       | Estadio General Pablo Rojas  |

### Gruppe H
| Pl. | Verein                  | Sp. | S | U | N | Tore    | Diff. | Punkte |
| --- | ----------------------- | --- | - | - | - | ------- | ----- | ------ |
| 1.  | CR Flamengo             | 6   | 5 | 1 | 0 | 015:600 | +9    | 16     |
| 2.  | Club Atlético Talleres  | 6   | 3 | 2 | 1 | 006:500 | +1    | 11     |
| 3.  | CD Universidad Católica | 6   | 1 | 1 | 4 | 005:100 | −5    | 04     |
| 4.  | Sporting Cristal        | 6   | 0 | 2 | 4 | 003:800 | −5    | 02     |

| 1. Spieltag (5. April)  |           |                         |                                 |
| Sporting Cristal        | 0:2 (0:1) | CR Flamengo             | Estadio Nacional (Lima)         |
| Club Atlético Talleres  | 1:0 (1:0) | CD Universidad Católica | Estadio Mario Alberto Kempes    |
| 2. Spieltag (12. April) |           |                         |                                 |
| CD Universidad Católica | 2:1 (1:0) | Sporting Cristal        | Estadio San Carlos de Apoquindo |
| CR Flamengo             | 3:1 (2:1) | Club Atlético Talleres  | Maracanã                        |
| 3. Spieltag (26. April) |           |                         |                                 |
| Club Atlético Talleres  | 1:0 (0:0) | Sporting Cristal        | Estadio Mario Alberto Kempes    |
| 3. Spieltag (28. April) |           |                         |                                 |
| CD Universidad Católica | 2:3 (1:2) | CR Flamengo             | Estadio San Carlos de Apoquindo |
| 4. Spieltag (4. Mai)    |           |                         |                                 |
| Club Atlético Talleres  | 2:2 (1:0) | CR Flamengo             | Estadio Mario Alberto Kempes    |
| Sporting Cristal        | 1:1 (1:0) | CD Universidad Católica | Estadio Nacional                |
| 5. Spieltag (17. Mai)   |           |                         |                                 |
| CR Flamengo             | 3:0 (2:0) | CD Universidad Católica | Maracanã                        |
| Sporting Cristal        | 0:0       | Club Atlético Talleres  | Estadio Nacional                |
| 6. Spieltag (24. Mai)   |           |                         |                                 |
| CR Flamengo             | 2:1 (1:0) | Sporting Cristal        | Maracanã                        |
| CD Universidad Católica | 0:1 (0:0) | Club Atlético Talleres  | Estadio Nacional                |

## Finalrunde
Für das Achtelfinale qualifizierten sich jeweils der Erste und Zweite jeder Gruppe. Zur Ermittlung der weiteren Paarungen ab dem Achtelfinale wurden zwei Lostöpfe gebildet. Die Gruppensieger kamen in einen Topf, alle Gruppenzweiten in einen weiteren.
Die nachstehende Übersicht gibt die Tabelle der Erst- und Zweitplatzierten der Gruppenphase an. Bei Gleichheit in der Punkt- und Tordifferenz kam als nächstes Kriterium die Anzahl der erzielten Tore zum Tragen.
| Topf A Gruppenerste     | Punkte | Tore | Topf B Gruppenzweite   | Punkte | Tore |
| ----------------------- | ------ | ---- | ---------------------- | ------ | ---- |
| SE Palmeiras            | 18     | +22  | Deportes Tolima        | 11     | +1   |
| River Plate             | 16     | +15  | Club Atlético Talleres | 11     | +1   |
| CR Flamengo             | 16     | +9   | Fortaleza EC           | 10     | +1   |
| Estudiantes de La Plata | 13     | +3   | Athletico Paranaense   | 10     | +1   |
| Atlético Mineiro        | 11     | +4   | SC Corinthians         | 9      | +1   |
| Club Libertad           | 10     | +2   | Club Sport Emelec      | 8      | +7   |
| CA Colón                | 10     | ±0   | CA Vélez Sarsfield     | 8      | +1   |
| Boca Juniors            | 10     | ±0   | Club Cerro Porteño     | 8      | +1   |

### Turnierplan
|  | Achtelfinale            | Achtelfinale            | Achtelfinale |                      |       | Viertelfinale | Viertelfinale | Viertelfinale |  |  | Halbfinale | Halbfinale | Halbfinale |  |  | Finale | Finale |  |
|  |                         |                         |              |                      |       |               |               |               |  |  |            |            |            |  |  |        |        |  |
|  | Athletico Paranaense    | 2                       | 1            |                      |       |               |               |               |  |  |            |            |            |  |  |        |        |  |
|  | Club Libertad           | 1                       | 1            |                      |       |               |               |               |  |  |            |            |            |  |  |        |        |  |
|  | Club Libertad           | 1                       | 1            | Athletico Paranaense | 0     | 1             |               |               |  |  |            |            |            |  |  |        |        |  |
|  |                         |                         |              | Athletico Paranaense | 0     | 1             |               |               |  |  |            |            |            |  |  |        |        |  |
|  |                         | Estudiantes de La Plata | 0            | 0                    |       |               |               |               |  |  |            |            |            |  |  |        |        |  |
|  | Fortaleza EC            | Estudiantes de La Plata | 0            | 0                    | 1     | 0             |               |               |  |  |            |            |            |  |  |        |        |  |
|  | Fortaleza EC            |                         |              |                      | 1     | 0             |               |               |  |  |            |            |            |  |  |        |        |  |
|  | Estudiantes de La Plata | 1                       | 3            |                      |       |               |               |               |  |  |            |            |            |  |  |        |        |  |
|  | Estudiantes de La Plata | 1                       | 3            | Athletico Paranaense | 1     | 2             |               |               |  |  |            |            |            |  |  |        |        |  |
|  |                         |                         |              |                      |       |               |               |               |  |  |            |            |            |  |  |        |        |  |
|  |                         | SE Palmeiras            | 0            | 2                    |       |               |               |               |  |  |            |            |            |  |  |        |        |  |
|  | Club Sport Emelec       | SE Palmeiras            | 0            | 2                    | 1     | 0             |               |               |  |  |            |            |            |  |  |        |        |  |
|  | Club Sport Emelec       |                         |              |                      | 1     | 0             |               |               |  |  |            |            |            |  |  |        |        |  |
|  | Atlético Mineiro        | 1                       | 1            |                      |       |               |               |               |  |  |            |            |            |  |  |        |        |  |
|  | Atlético Mineiro        | 1                       | 1            | Atlético Mineiro     | 2     | 0 (5)         |               |               |  |  |            |            |            |  |  |        |        |  |
|  |                         |                         |              | Atlético Mineiro     | 2     | 0 (5)         |               |               |  |  |            |            |            |  |  |        |        |  |
|  |                         | SE Palmeiras            | 2            | 0 (6)                |       |               |               |               |  |  |            |            |            |  |  |        |        |  |
|  | Club Cerro Porteño      | SE Palmeiras            | 2            | 0 (6)                | 0     | 0             |               |               |  |  |            |            |            |  |  |        |        |  |
|  | Club Cerro Porteño      |                         |              |                      | 0     | 0             |               |               |  |  |            |            |            |  |  |        |        |  |
|  | SE Palmeiras            | 3                       | 5            |                      |       |               |               |               |  |  |            |            |            |  |  |        |        |  |
|  | SE Palmeiras            | 3                       | 5            | Athletico Paranaense | 0     |               |               |               |  |  |            |            |            |  |  |        |        |  |
|  |                         |                         |              |                      |       |               |               |               |  |  |            |            |            |  |  |        |        |  |
|  |                         | CR Flamengo             | 1            |                      |       |               |               |               |  |  |            |            |            |  |  |        |        |  |
|  | SC Corinthians          | CR Flamengo             | 1            | 0                    | 0 (6) |               |               |               |  |  |            |            |            |  |  |        |        |  |
|  | SC Corinthians          |                         |              |                      | 0 (6) |               |               |               |  |  |            |            |            |  |  |        |        |  |
|  | Boca Juniors            | 0                       | 0 (5)        |                      |       |               |               |               |  |  |            |            |            |  |  |        |        |  |
|  | Boca Juniors            | 0                       | 0 (5)        | SC Corinthians       | 0     | 0             |               |               |  |  |            |            |            |  |  |        |        |  |
|  |                         |                         |              | SC Corinthians       | 0     | 0             |               |               |  |  |            |            |            |  |  |        |        |  |
|  |                         | CR Flamengo             | 2            | 1                    |       |               |               |               |  |  |            |            |            |  |  |        |        |  |
|  | Deportes Tolima         | CR Flamengo             | 2            | 1                    | 0     | 1             |               |               |  |  |            |            |            |  |  |        |        |  |
|  | Deportes Tolima         |                         |              |                      | 0     | 1             |               |               |  |  |            |            |            |  |  |        |        |  |
|  | CR Flamengo             | 1                       | 7            |                      |       |               |               |               |  |  |            |            |            |  |  |        |        |  |
|  | CR Flamengo             | 1                       | 7            | CR Flamengo          | 4     | 2             |               |               |  |  |            |            |            |  |  |        |        |  |
|  |                         |                         |              |                      |       |               |               |               |  |  |            |            |            |  |  |        |        |  |
|  |                         | CA Vélez Sarsfield      | 0            | 1                    |       |               |               |               |  |  |            |            |            |  |  |        |        |  |
|  | CA Vélez Sarsfield      | CA Vélez Sarsfield      | 0            | 1                    | 1     | 0             |               |               |  |  |            |            |            |  |  |        |        |  |
|  | CA Vélez Sarsfield      |                         |              |                      | 1     | 0             |               |               |  |  |            |            |            |  |  |        |        |  |
|  | River Plate             | 0                       | 0            |                      |       |               |               |               |  |  |            |            |            |  |  |        |        |  |
|  | River Plate             | 0                       | 0            | CA Vélez Sarsfield   | 3     | 1             |               |               |  |  |            |            |            |  |  |        |        |  |
|  |                         |                         |              | CA Vélez Sarsfield   | 3     | 1             |               |               |  |  |            |            |            |  |  |        |        |  |
|  |                         | Club Atlético Talleres  | 2            | 0                    |       |               |               |               |  |  |            |            |            |  |  |        |        |  |
|  | Club Atlético Talleres  | Club Atlético Talleres  | 2            | 0                    | 1     | 2             |               |               |  |  |            |            |            |  |  |        |        |  |
|  | Club Atlético Talleres  |                         |              |                      | 1     | 2             |               |               |  |  |            |            |            |  |  |        |        |  |
|  | CA Colón                | 1                       | 0            |                      |       |               |               |               |  |  |            |            |            |  |  |        |        |  |

### Achtelfinale
| Datum      |                        | Gesamt          |                         | Hinspiel  | Rückspiel |
| ---------- | ---------------------- | --------------- | ----------------------- | --------- | --------- |
| 28.6./5.7. | Athletico Paranaense   | 3:2             | Club Libertad           | 2:1 (2:1) | 1:1 (0:1) |
| 29.6./6.7. | Deportes Tolima        | 1:8             | CR Flamengo             | 0:1 (0:1) | 1:7 (0:2) |
| 29.6./6.7. | CA Vélez Sarsfield     | 1:0             | River Plate             | 1:0 (1:0) | 0:0       |
| 28.6./5.7. | Club Sport Emelec      | 1:2             | Atlético Mineiro        | 1:1 (0:1) | 0:1 (0:0) |
| 29.6./6.7. | Club Cerro Porteño     | 0:8             | SE Palmeiras            | 0:3 (0:0) | 0:5 (0:1) |
| 29.6./6.7. | Club Atlético Talleres | 3:1             | CA Colón                | 1:1 (0:0) | 2:0 (0:0) |
| 28.6./5.7. | SC Corinthians         | 0:0 (6:5 i. E.) | Boca Juniors            | 0:0       | 0:0       |
| 30.6./7.7. | Fortaleza EC           | 1:4             | Estudiantes de La Plata | 1:1 (0:0) | 0:3 (0:1) |

### Viertelfinale
| Datum      |                      | Gesamt          |                         | Hinspiel  | Rückspiel |
| ---------- | -------------------- | --------------- | ----------------------- | --------- | --------- |
| 4.8./11.8. | Athletico Paranaense | 1:0             | Estudiantes de La Plata | 0:0       | 1:0 (0:0) |
| 2.8./9.8.  | SC Corinthians       | 0:3             | CR Flamengo             | 0:2 (0:1) | 0:1 (0:0) |
| 3.8./10.8. | CA Vélez Sarsfield   | 4:2             | Club Atlético Talleres  | 3:2 (1:0) | 1:0 (0:0) |
| 3.8./10.8. | Atlético Mineiro     | 2:2 (5:6 i. E.) | SE Palmeiras            | 2:2 (1:0) | 0:0       |

Durch den Sieg von Athletico Paranaense erreichte deren Trainer Luiz Felipe Scolari mit einem Klub zum sechsten Mal das Halbfinale in dem Wettbewerb. Dieses hatte vor ihm noch kein anderer Trainer erreicht.

### Halbfinale
| Datum      |                      | Gesamt |              | Hinspiel  | Rückspiel |
| ---------- | -------------------- | ------ | ------------ | --------- | --------- |
| 30.8./6.9. | Athletico Paranaense | 3:2    | SE Palmeiras | 1:0 (1:0) | 2:2 (1:0) |
| 31.8./7.9. | CA Vélez Sarsfield   | 1:6    | CR Flamengo  | 0:4 (0:2) | 1:2 (1:1) |

Im Hinspiel der Begegnung Athletico Paranaense gegen Palmeiras erhielt Athletico-Spieler Hugo Moura in der 70. Minute die Gelb-Rote Karte. Kurz darauf deren Trainer Luiz Felipe Scolari, wegen massiven Reklamierens gegen die Entscheidung des Schiedsrichters die Rote Karte.

### Finale
| CR Flamengo                                                 | CR Flamengo | Athletico Paranaense | Athletico Paranaense | Aufstellung                                        |
| ----------------------------------------------------------- | --- | --- | -------------------- | -------------------------------------------------- |
| CR Flamengo                                                 | \| 29. Oktober 2022 in Guayaquil, Ecuador (Estadio Monumental) \| \| Ergebnis: 1:0 (1:0) \| \| Zuschauer: 46.547 \| \| Schiedsrichter: Patricio Loustau ( Argentinien) \| \| Spielbericht \| | \| 29. Oktober 2022 in Guayaquil, Ecuador (Estadio Monumental) \| \| Ergebnis: 1:0 (1:0) \| \| Zuschauer: 46.547 \| \| Schiedsrichter: Patricio Loustau ( Argentinien) \| \| Spielbericht \| | Athletico Paranaense | Aufstellung CR Flamengo gegen Athletico Paranaense |
| CR Flamengo                                                 | 20 Santos – 22 Rodinei, 23 David Luiz, 4 Léo Pereira, 16 Filipe Luís 20. – 8 Thiago Maia 71., 7 Éverton Ribeiro , 35 João Gomes, 14 De Arrascaeta 84. – 9 Gabriel Barbosa 84., 21 Pedro Reserve 1 Diego Alves, 15 Fabrício Bruno, 26 Ayrton Lucas 20., 30 Pablo, 34 Matheuzinho, 2 Erick Pulgar, 5 Arturo Vidal 71., 10 Diego, 29 Victor Hugo 84., 42 Matheus França, 18 Everton 84., 31 Marinho Cheftrainer: Dorival Júnior | 1 Bento – 13 Khellven, 34 Pedro Henrique, 44 Thiago Heleno , 16 Abner Vinícius – 50 Fernandinho, 17 Hugo Moura 75., 38 Alex Santana 46., 8 Vitor Bueno 57. – 11 Vitinho 57., 27 Vitor Roque 65. Reserve 12 Anderson, 22 Nicolás Hernández, 24 Luis Orejuela, 42 Matheus Felipe 46., 48 Pedrinho, 18 Léo Cittadini, 26 Erick, 28 Tomás Cuello, 5 Pablo 65., 9 Agustín Canobbio 57., 20 David Terans 75., 35 Rômulo Cardoso 57. Cheftrainer: Luiz Felipe Scolari | Athletico Paranaense | Aufstellung CR Flamengo gegen Athletico Paranaense |
| CR Flamengo                                                 | 1:0 Gabriel Barbosa (45.+4') | | Athletico Paranaense | Aufstellung CR Flamengo gegen Athletico Paranaense |
| CR Flamengo                                                 | De Arrascaeta (68.), Vidal (75.) | Pedro Henrique (28.), Santana (43.), Cardoso (73.) | Athletico Paranaense | Aufstellung CR Flamengo gegen Athletico Paranaense |
| CR Flamengo                                                 | Pedro Henrique (43.) | | Athletico Paranaense | Aufstellung CR Flamengo gegen Athletico Paranaense |
| CR Flamengo                                                 | Spieler des Spiels: Gabriel Barbosa | | Athletico Paranaense | Aufstellung CR Flamengo gegen Athletico Paranaense |
| 29. Oktober 2022 in Guayaquil, Ecuador (Estadio Monumental) | | |                      |                                                    |
| Ergebnis: 1:0 (1:0)                                         | | |                      |                                                    |
| Zuschauer: 46.547                                           | | |                      |                                                    |
| Schiedsrichter: Patricio Loustau ( Argentinien)             | | |                      |                                                    |
| Spielbericht                                                | | |                      |                                                    |

## Beste Torschützen
| Rang | Spieler             | Klub                    | Tore |
| ---- | ------------------- | ----------------------- | ---- |
| 1    | Pedro               | CR Flamengo             | 12   |
| 2    | Lucas Janson        | CA Vélez Sarsfield      | 7    |
|      | Rafael Navarro      | SE Palmeiras            | 7    |
|      | Rony                | SE Palmeiras            | 7    |
| 5    | Julián Álvarez      | River Plate             | 6    |
|      | Gabriel Barbosa     | CR Flamengo             | 5    |
|      | Sebastián Rodríguez | Club Sport Emelec       | 6    |
|      | Raphael Veiga       | SE Palmeiras            | 6    |
| 9    | Hulk                | Atlético Mineiro        | 5    |
|      | Junior Sornoza      | Independiente del Valle | 5    |